# Kyle Newhall-Caballero
Kyle Newhall-Caballero (19 febbraio 1988) è un ex giocatore di football americano statunitense, che ha giocato come quarterback.
Dopo una breve carriera fra la squadra di offseason degli Oakland Raiders e i Prague Black Panthers è tornato in NFL nel reparto scouting dei Raiders

## Palmarès
- 2 Czech Bowl (2014, 2015)